# 威廉·詹姆斯·雷定

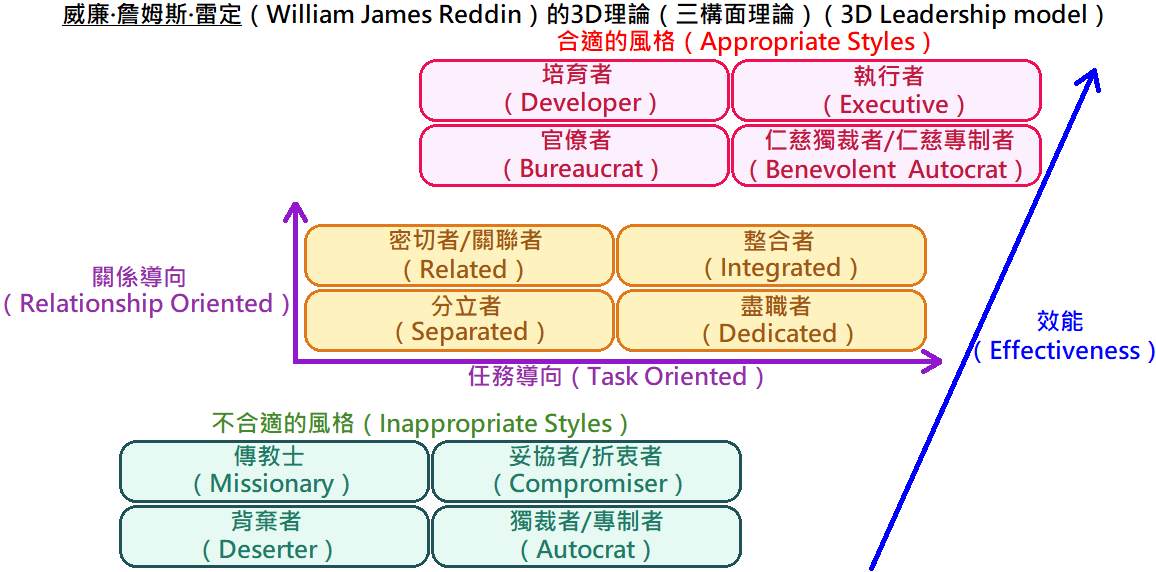
威廉·詹姆斯·雷定（William James Reddin）的「3D理論」（3D Leadership model）

威廉·詹姆斯·雷定（1930年5月10日—1999年6月20日）也稱為比爾·雷定（Bill Reddin），是英国出生的管理學家、理論家、作家和顧問。他出版的著作研究解釋了營利性組織和非營利性組織的管理者在某些情況和條件下的行為方式。他的工作重點是了解管理者在多大程度上有效地發揮了自己的作用，並在多大程度上成功地管理了情況，從而對本組織的目標產生了正確的影響。
通過廣泛的研究，雷定得出結論，沒有理想的管理風格。雷定提出了一種理論來解釋組織成功的關鍵和基本方面，他稱之為「3D理論」（或稱三構面理論）。